# Sportif

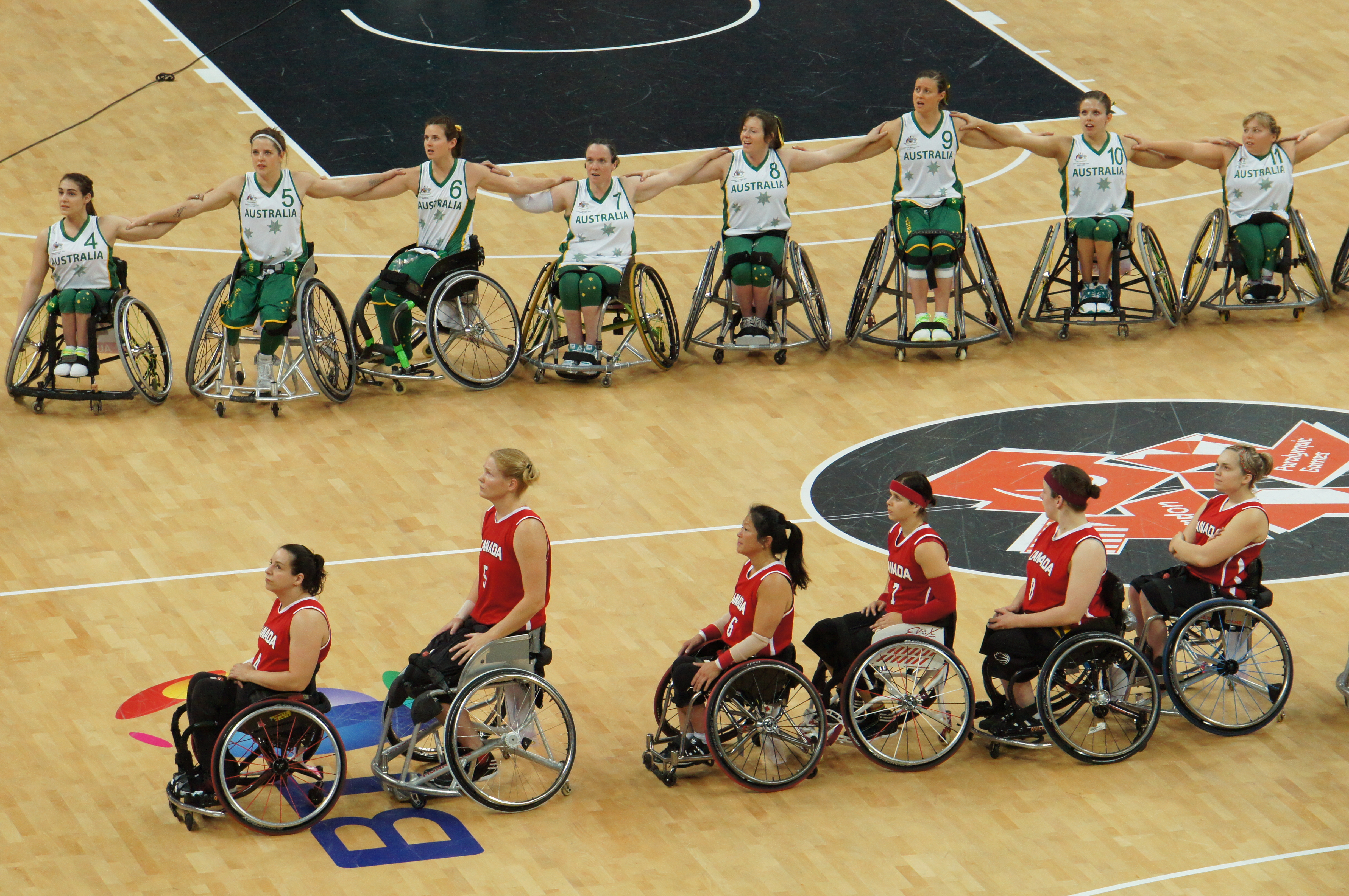
Des sportives.

Un sportif est une personne qui pratique régulièrement une activité physique.
On distingue les sportifs amateurs et les sportifs de haut niveau. Les premiers pratiquent en général le sport pour se divertir et conserver une bonne condition physique. Les seconds pratiquent le sport de manière plus fréquente et plus intensive, et leur motivation principale est la compétition. Certains en font même leur métier (sportifs professionnels, couramment appelés pros). Cependant, la carrière de sportif est souvent très aléatoire en raison des blessures physiques, qui représentent un risque majeur plus la pratique du sport est intensive, et également parce qu'au-delà d'un certain âge, il n'est plus possible de pratiquer le sport au même niveau qu'auparavant.
Toutefois, les tranches d'âge au cours desquelles la pratique est optimale varient en fonction du sport pratiqué. Par exemple, les gymnastes sont au plus haut niveau jusqu'à un peu plus de vingt ans ; au-delà, la souplesse du corps commence à se dégrader. À l'inverse, des sports comme le billard ou le golf peuvent se pratiquer sans limite d'âge véritablement définie.
Le sport pratiqué en loisirs, professionnellement ou en entreprise permet quel que soit l'âge de rester actif et en bonne santé. Plusieurs acteurs se sont positionnés sur des thématiques sportives, telle la logistique sportive ou encore les voyages sportifs.